# Obryte (gmina)
Obryte – gmina wiejska w województwie mazowieckim, w powiecie pułtuskim. W latach 1975–1998 gmina położona była w województwie ostrołęckim.
Siedziba gminy to Obryte.
Według danych z 9 października 2011 r. gminę zamieszkiwało 4897 osób.

## Struktura powierzchni
Według danych z roku 2002 gmina Obryte ma obszar 139,73 km², w tym:
- użytki rolne: 57%
- użytki leśne: 38%

Gmina stanowi 16,86% powierzchni powiatu.

## Demografia

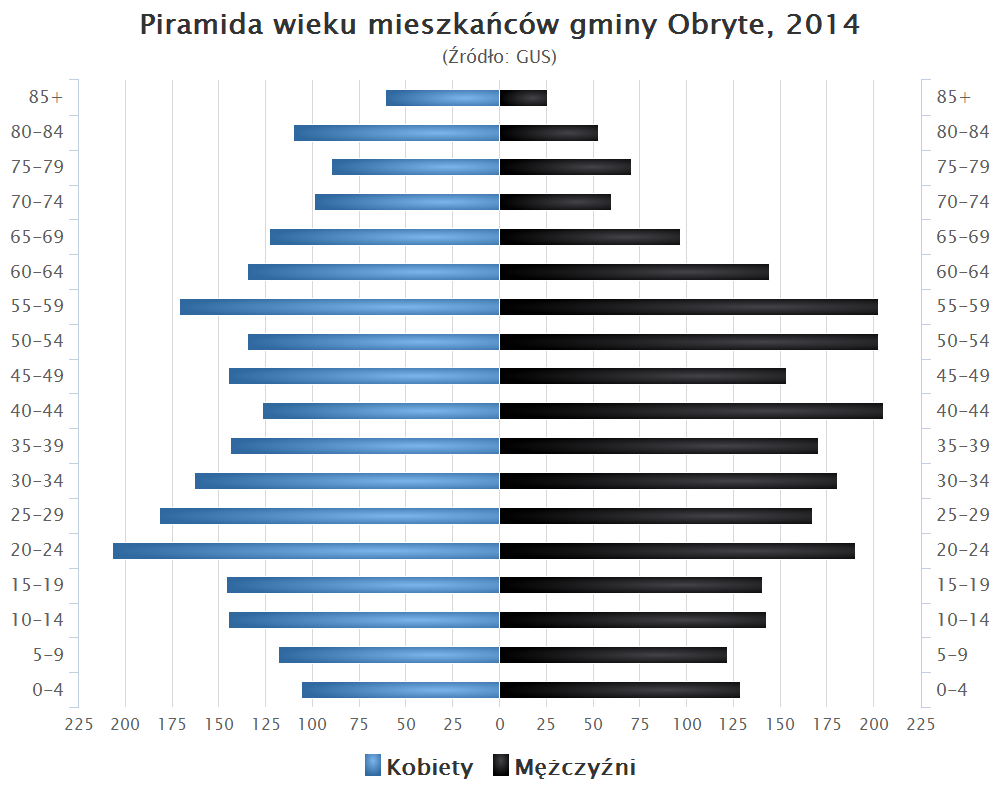
Piramida wieku mieszkańców gminy Obryte w 2014 roku

## Sołectwa
Bartodzieje, Ciółkowo Małe, Ciółkowo Nowe, Ciółkowo Rządowe, Cygany, Gostkowo, Gródek Nowy, Gródek Rządowy, Obryte, Płusy, Psary, Rozdziały, Sadykierz, Sokołowo-Parcele, Sokołowo Włościańskie, Tocznabiel, Ulaski, Wielgolas, Zambski Kościelne, Stare Zambski, .
Wsie bez statusu sołectwa: Kalinowo, Mokrus, Rowy i Skłudy.

## Sąsiednie gminy
Pułtusk, Rząśnik, Rzewnie, Szelków, Zatory

## Historia
W latach 1946–1951 na terenie Gminy Obryte w ramach podziemia niepodległościowego działał oddział Jana Kmiołka "Wira".